# Aravete
Aravete är en ort i Estland. Den ligger i Ambla kommun och landskapet Järvamaa, i den centrala delen av landet, 70 km sydost om huvudstaden Tallinn. Aravete ligger 98 meter över havet och antalet invånare är 955.
Terrängen runt Aravete är platt, och sluttar västerut. Runt Aravete är det glesbefolkat, med 14 invånare per kvadratkilometer. Närmaste större samhälle är Tapa, 17,3 km nordost om Aravete. I omgivningarna runt Aravete växer i huvudsak blandskog.